# Bandera de Stellaland
La bandera de Stellaland fue la bandera oficial de la república sud-africana de corta duración Stellaland, la cual existió entre 1883 y 1885.

## Historia
Stellaland surgió de una guerra en Bechuanalandia en 1881-1882. Fue establecido por un grupo de mercenarios que habían luchado en la guerra. El territorio era autónomo desde enero de 1883 y una "república" autoproclamada desde agosto de 1883. Sin embargo, la independencia duró poco, ya que Stellaland fue ocupada por las fuerzas británicas en marzo de 1885 y luego se incorporó a la Bechuanalandia británica.

## Descripción

Primera bandera (1883)

Aunque la República de Stellaland existió durante solo dieciocho meses, la historia de su bandera es tan complicada como su política, y existe cierta incertidumbre.
Durante el período de enero a agosto de 1883, es decir, antes de la proclamación de la república, se informa que la bandera era una estrella roja sobre fondo azul.
Como república, Stellaland tuvo dos banderas : 
- Una bandera verde que muestra una estrella blanca; y
- Una bandera verde ('estándar') exhibiendo el escudo de armas de Stellaland.

También hay una tercera bandera histórica, verde y roja, con una estrella blanca, que varios escritores desde 1952 han atribuido a la república, pero su procedencia no está clara y es muy posible que sea posterior a 1885.

### Bandera verde con una estrella blanca

Bandera de Stellaland

Esta parece haber sido la bandera oficial. Un documento oficial emitido en 1884 muestra el escudo de Stellaland flanqueado por banderas, incluida una bandera verde con una estrella blanca de 5 puntas. Tres de los Stellalanders originales confirmaron más tarde que esta era la bandera de Stellaland. 'Groot' Adriaan de la Rey, que había sido miembro de Bestuur, declaró en 1898 que la bandera había sido "una tela verde con una estrella". La Sra. Christina Doms, cuyo difunto esposo también había sido miembro de Bestuur, declaró en 1924 que la bandera era "una estrella blanca cosida en un campo verde". Charles Dennison se refirió en 1928 a "la bandera de Stellaland de base verde y estrella blanca", y la representó en la portada de su libro.
GW Haws, que vivió en Vryburg a principios de la década de 1930 e investigó la bandera y el escudo de Stellaland, informó en 1933 que Dennison le había dicho que "una bandera verde con una estrella era la bandera común de Stellaland".
Si Stellaland y Goshen hubieran seguido adelante y hubieran formado un estado unido, se habría agregado una segunda estrella a la bandera.
Algunos libros de referencia ofrecen versiones alternativas de esta bandera, por ejemplo, verde con una estrella blanca de 6 u 8 puntas, o verde con una estrella amarilla. Ninguno de los escritores, sin embargo, cita ninguna fuente para su información.

### Bandera verde que muestra el escudo de Stellaland
Esta bandera, que mide 1,4 metros (ancho) por 2,3 metros, fue utilizada por el gobierno. Era conocido como el 'estándar'. Según GW Haws, Dennison le dijo que "el estandarte con armas solo se ondeaba en los cuartos del 'gobierno', el sitio del asta de la bandera estaba al lado de la oficina del Landdrost, ahora cubierto por el cine (Plaza) en un lugar junto a la entrada principal." 
El 21 de agosto de 1885, tras la ocupación británica, la Bestuur resolvió enviar el estandarte a la reina Victoria, "rezando para que se complaciera en tenernos bajo su protección". Esto se hizo debidamente, y el estandarte colgó en el Castillo de Windsor hasta 1934, cuando el rey Jorge V lo devolvió a Sudáfrica. Se colocó en el ayuntamiento de Vryburg en 1935.

### Bandera verde y roja con una estrella blanca

Bandera de procedencia desconocida asociada con Stellaland

Esta bandera está dividida verticalmente en verde y roja, y tiene una estrella blanca de 8 puntas en el medio. Según Gerard's Flags Over South Africa (1952), "esta bandera fue devuelta desde Inglaterra en 1934 al general Smuts y su viuda la presentó al Museo Transvaal".
La procedencia de esta bandera no es clara. Es posible que  provenga Stellaland como región, pero no fue una bandera oficial de la República de Stellaland. Pueda datar posterior al año de 1885.